# تامی باند
تامی باند (انگلیسی: Tommy Bond؛  ‏۱۶ سپتامبر ۱۹۲۶ – ۲۴ سپتامبر ۲۰۰۵) بازیگر اهل ایالات متحده آمریکا بود. وی بین سال‌های ۱۹۳۲ تا ۲۰۰۴ میلادی فعالیت می‌کرد.
از فیلم‌هایی که وی در آن‌ها نقش داشته است، می‌توان به ژست‌های مخاطره‌آمیز و حریره و شیر اشاره نمود.